# Белден (Небраска)
Белден (англ. Belden) — селище (англ. village) в США, в окрузі Седар штату Небраска. Населення — 113 особи (2020).

## Географія
Белден розташований за координатами 42°24′42″ пн. ш. 97°12′27″ зх. д. / 42.41167° пн. ш. 97.20750° зх. д. (42.411720, -97.207407).  За даними Бюро перепису населення США в 2010 році селище мало площу 0,39 км², уся площа — суходіл.

## Демографія
Згідно з переписом 2010 року, у селищі мешкало 115 осіб у 48 домогосподарствах у складі 38 родин. Густота населення становила 298 осіб/км².  Було 65 помешкань (169/км²).
Расовий склад населення:
| - 100,0 % — білих |

До двох чи більше рас належало 0,0 %. Частка іспаномовних становила 0,0 % від усіх жителів.
За віковим діапазоном населення розподілялося таким чином: 22,6 % — особи молодші 18 років, 62,6 % — особи у віці 18—64 років, 14,8 % — особи у віці 65 років та старші. Медіана віку мешканця становила 43,3 року. На 100 осіб жіночої статі у селищі припадало 91,7 чоловіків;  на 100 жінок у віці від 18 років та старших — 102,3 чоловіків також старших 18 років.
Середній дохід на одне домашнє господарство  становив 53 686 доларів США (медіана — 48 125), а середній дохід на одну сім'ю — 56 557 доларів (медіана — 42 500). За межею бідності перебувало 4,6 % осіб, у тому числі 0,0 % дітей у віці до 18 років та 20,0 % осіб у віці 65 років та старших.
Цивільне працевлаштоване населення становило 48 осіб. Основні галузі зайнятості: виробництво — 25,0 %, освіта, охорона здоров'я та соціальна допомога — 25,0 %, фінанси, страхування та нерухомість — 10,4 %, мистецтво, розваги та відпочинок — 8,3 %.